# Luigi Lucheni
Luigi Lucheni, né le 22 avril 1873 dans le 12e arrondissement de Paris et mort le 19 octobre 1910 à Genève en Suisse, est un anarchiste italien. Il est connu pour avoir assassiné l'impératrice d'Autriche Élisabeth de Wittelsbach, dite « Sissi », à Genève, en 1898.

## Biographie

### Situation personnelle
Né le 22 avril 1873 à Paris d'une mère italienne et de père inconnu, le jeune Luigi est abandonné à sa naissance et séjourne à l'hospice des Enfants assistés avant d'être envoyé en Italie, d'orphelinats en familles d'accueil.
Devenu adulte, il occupe divers petits emplois avant de servir dans l'armée durant trois ans et demi, puis il émigre en Suisse. C'est à Lausanne qu'il rencontre le mouvement libertaire.

### Régicide

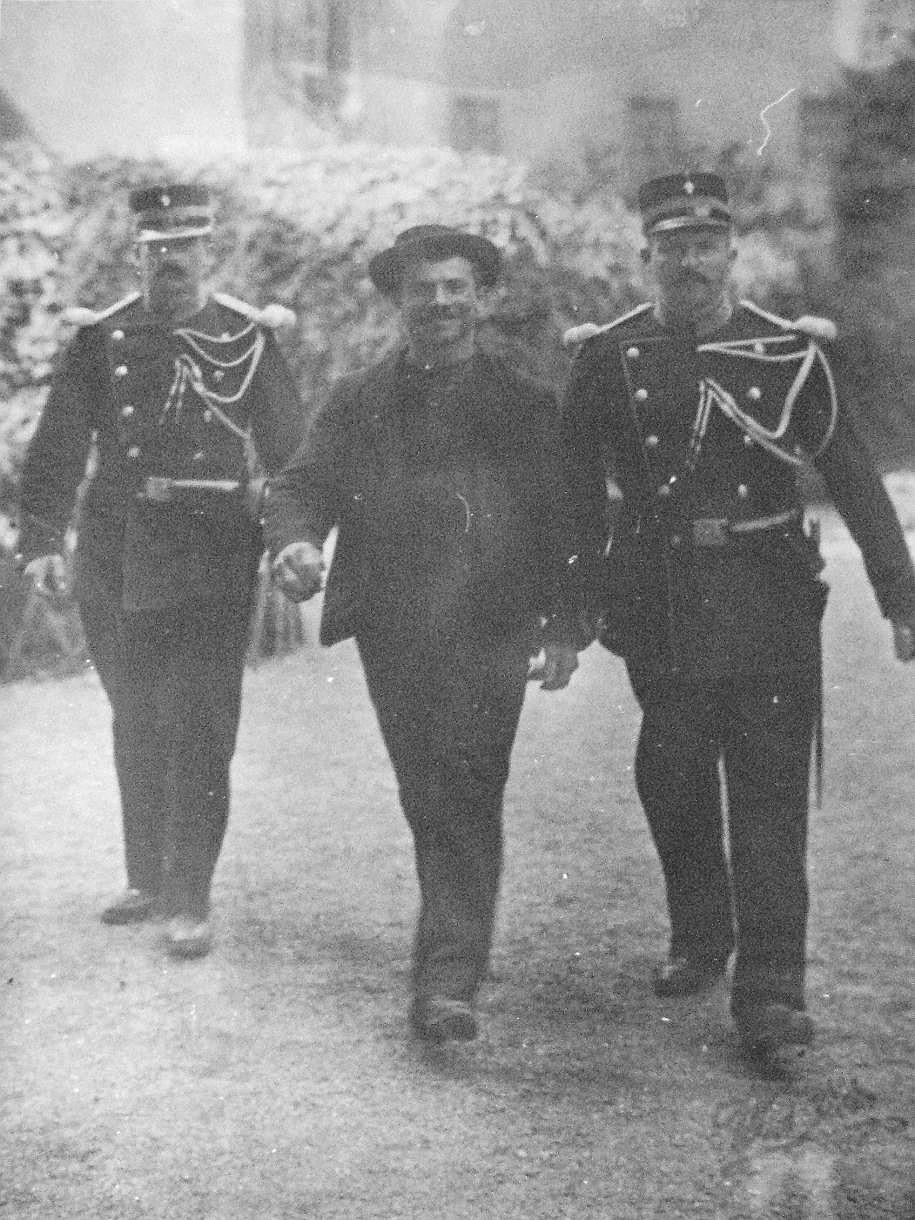
Lucheni après son arrestation.

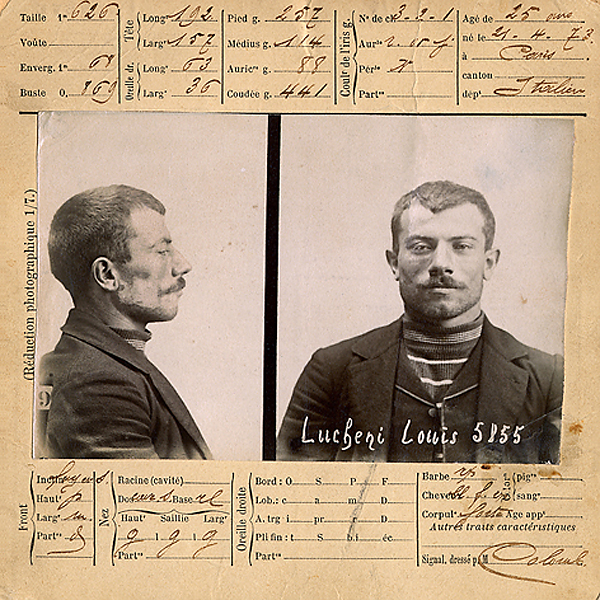
Luigi Lucheni (fichier de police).

Luigi Lucheni est l'assassin, en 1898, d'Élisabeth de Wittelsbach, impératrice d'Autriche, plus connue sous le surnom de Sissi.
Après avoir acquis des notions d'anatomie humaine, le samedi 10 septembre 1898 vers 13 h 35, il poignarde l'impératrice Sissi, d'un coup au cœur, devant l'hôtel Beau-Rivage à Genève, à l'aide d'une lime triangulaire, car il n'a pas les moyens de se procurer un couteau. Peu de temps après, il est arrêté par des témoins et d'autres personnes dans la rue des Alpes.

« Au cours de son interrogatoire, le téléphone annonça que l'Impératrice venait d'expirer ; dès que cette nouvelle fut portée à sa connaissance, Lucheni manifesta une grande joie. Il avoua être anarchiste et avoir agi avec préméditation, dans un but exemplaire, pour faire avancer la cause anarchiste ; il nia catégoriquement avoir des complices. »

— Acte d'accusation de Luigi Luccheni
Alors qu'on a parfois tenté de le faire passer pour un fou, il est en réalité plutôt représentatif de la tension de classes qui règne alors à Genève.
Lors de son procès à la cour d'assises du canton de Genève, le 12 novembre 1898, il se revendique comme anarchiste et dit avoir voulu d'abord tuer Philippe, duc d'Orléans, avant de décider de frapper à travers l'impératrice « les persécuteurs des ouvriers ». D'autres sources affirment que son seul but est de se faire un nom en accomplissant une action éclatante, ce qu'il déclare lors de son interrogatoire dans lequel il affirme n'avoir jamais été anarchiste.
La peine de mort ayant été abolie à Genève en 1871, Luigi Lucheni est condamné à la réclusion à perpétuité. Il se lance dans la rédaction de ses mémoires. Lorsque ses cahiers lui sont volés par des gardiens, il se révolte et subit des brimades, avant d'être retrouvé pendu dans une cellule de la prison de l'Évêché à Genève le 19 octobre 1910.

### Devenir de son corps
Dans les années 1980, la tête de Luigi Lucheni conservée dans du formol est remise au musée d'anatomie pathologique de Vienne, en Autriche.
En 2000, ses restes sont inhumés au cimetière central de Vienne.

## Œuvre
- Histoire d'un enfant abandonné à la fin du XIXe siècle racontée par lui-même (édition établie et présentée par Santo Cappon), Le Cherche midi, 1998  (ISBN 978-2862745947)

### Notices
- Dictionnaire international des militants anarchistes : notice biographique.
- Chantier biographique des anarchistes en Suisse : notice biographique.